# Toplinska izolacija zgrada
Toplinska izolacija zgrada smanjuje toplinske gubitke zimi, pregrijavanje prostora ljeti, te štiti nosivu konstrukciju od vanjskih uvjeta i jakih temperaturnih naprezanja. Toplinski izolirana zgrada je ugodnija, produžuje joj se životni vijek i doprinosi zaštiti okoliša. Dobro poznavanje toplinskih svojstava građevinskih materijala jedan je od preduvjeta za projektiranje energetski efikasnih zgrada. Toplinski gubici kroz građevni element ovise o sastavu elementa, orijentaciji i koeficijentu toplinske vodljivosti λ. Što je koeficijent prolaska topline U manji, to je toplinska zaštita zgrade bolja.
Na toplinsku zaštitu utječu debljina sloja toplinske izolacije i koeficijent toplinske vodljivost materijala λ (W/mK). Ponuda toplinsko izolacijskih materijala na tržištu je raznolika, a možemo ih podijeliti na anorganske i organske materijale. Od anorganskih materijala najviše se koriste kamena i staklena vuna, dok je među organskim materijalima najpopularniji ekspandirani polistiren ili stiropor. Većina uobičajenih toplinsko izolacijskih materijala ima koeficijent toplinske vodljivost k = 0,030-0,045 W/mK, pa potrebna debljina za koeficijent prolaska topline U = 0,40 W/m2K iznosi 8–11 cm. Kod toplinske izolacije ne smijemo zanemariti ulogu materijala od kojih neki već imaju vrlo visoke toplinske karakterisitke kao što su porozirana termo opeka i probeton. Ti materijali zamjenjuju od 8–25 cm toplinske izolacije ovisno o debljini zida.
Ostali materijali s toplinsko izolacijskim svojstvima su i glina, perlit, vermikulit, kokos, pamuk, lan, drvena vuna, celuloza, pluto, balirana slama i drugo. Sve veća potražnja za toplinsko izolacijskim materijalima u sve većim debljinama dovela je do razvoja novih tehnologija, pa se tako danas u svijetu mogu naći i prozirna i vakuumska toplinska izolacija. Prozirna izolacija omogućava prijem Sunčeve energije i prijenos u zgradu, a istovremeno sprječava kao i obična toplinska izolacija gubitke topline iz zgrade. Vakuumska izolacija radi se u modularnim panelima, a zbog izuzetnih izolacijskih svojstava potrebne su znatno manje debljine od konvencionalne toplinske izolacije za ista toplinska svojstva. Ova je izolacija još uvijek vrlo skupa i primjenjuje se najviše kod sanacija objekata gdje nije moguće ugraditi veće debljine izolacije zbog npr. spomeničke vrijednosti objekta.

## Obična, niskoenergetska i pasivna kuća
Gradnja kuće za svakog je pojedinca velik izazov, ali i velika investicija. Prije samog početka gradnje kuće treba odlučiti o puno stvari: koliko velika će biti kuća, koliko i kakvih će imati prostorija, od kakvih će materijala biti izgrađena, kakvi će biti prozori, kakav krov, kakvo grijanje, hlađenje, izolacija i fasada, a u posljednje vrijeme i kakvog će kuća biti energetskog standarda – obična, niskoenergetska ili pasivna.
Nazivi niskoenergetska kuća i pasivna kuća ne označavaju direktno način same gradnje kuće, već prvenstveno označavaju potrošnju energije za grijanje. Ovakve se kuće danas grade kako bi se uštedjelo na energiji za grijanje i hlađenje, te preko toga i smanjilo zagađenje okoliša tj. smanjilo ispuštanje ugljikovog dioksida u prirodni okoliš. Osim uštede i očuvanja okoliša takvim se načinom gradnje ujedno i povećava ugodnost življenja.
Treba naglasiti da se do naziva niskoenergetska ili pasivna kuća ne može doći samo podebljanjem izolacije i zamjenom stolarije. Kod takvih se kuća mora posvetiti puno pažnje prvom koraku - projektiranju – koje kod takvih kuća obavezno mora biti multidisciplinarno, što znači sudjelovanje stručnjaka iz više polja, od arhitekta, strojara, električara do građevinara.

### “Obična” kuća
Danas bi se u Hrvatskoj trebale graditi kuće s prosječno 80 do 100 kWh/m2god. potrebe energije za grijanje. Prema jednostavnom izračunu proizlazi da će takva kuća na grijanje trošiti otprilike 9 lit/m2god. lož ulja, 9 m3/m2god. prirodnog plina ili 18 kg/m2god. drvenih peleta.

### Niskoenergetska kuća
Niskoenergetska kuća je kuća koja troši maksimalno 30 kWh/m2god. energije za grijanje. Takve se kuće zovu i trolitarske kuće. Prema jednostavnom izračunu proizlazi da će takva kuća na grijanje trošiti otprilike 3 lit/m2god. lož ulja, 3 m3/m2god. prirodnog plina ili 6 kg/m2god. drvenih peleta. Smanjenje toplinskih gubitaka niskoenergetske kuće ostvaruje se na sljedeće načine:
- orijentacija kuće na jug
- odvajanje toplinskih zona kuće (dnevna soba prema jugu, ostave na sjever)
- kompaktna gradnja
- vrlo dobra toplinska izolacija cijelog oplošja kuće
- prozori s 3-slojnim staklom
- niskotemperaturni sustav grijanja
- kontrolirana ventilacija prostorija s rekuperacijom

Kako bi povećali dobitke energije preporuča se:
- aktivno korištenje sunčeve energije pomoću sunčevih toplovodnih kolektora (topla voda) i fotonaponskih kolektora (električna struja) i
- pasivno korištenje sunčeve energije preko velikih staklenih ploha okrenutih na jug.[5]

### Pasivna kuća
Pasivna kuća je kuća koja troši maksimalno 15 kWh/m2god. energije za grijanje. Takve se kuće zovu i jednolitarske kuće. Prema jednostavnom izračunu proizlazi da bi takva kuća na grijanje trošila otprilike 1,5 lit/m2god. lož ulja, 1,5 m3/m2god. prirodnog plina ili 3 kg/m2god. drvenih peleta. Ovdje je bitno za naglasiti da pasivne kuće nemaju više potrebe za konvencionalnim sustavom grijanja, nego potrebu za toplinom namiruju preko složenog sustava ventilacije s rekuperacijom i dizalicom topline. Osnovne razlike između niskoenergetske i pasivne kuće su:
- vrlo debela toplinska izolacija oplošja kuće
- kontrolirana ventilacija s rekuperacijom i mogućnošću dogrijavanja
- prozori s 3-slojnim staklom punjenim plinom
- nepostojanje konvencionalnog sustava grijanja zbog vrlo niskih toplinskih gubitaka

## Sustavi toplinske izolacije zgrada
Približno 85% zgrada u Hrvatskoj ne zadovoljava važeće propise o toplinskoj izolaciji. Potrošnja energije za grijanje i hlađenje može se bitno smanjiti punom toplinskom izolacijom obodnih građevinskih dijelova zgrada (zidova, podova, krovova), i to na starim trošnim kućama i do 6 puta. Cilj sveobuhvatne uštede energije, a time i zaštite okoliša je stvoriti preduvjete za sustavnu sanaciju i rekonstrukciju postojećih zgrada, te povećati obaveznu toplinsku zaštitu novih zgrada. Prosječne stare kuće godišnje troše 200-300 kWh/m2 energije za grijanje, standardno izolirane kuće ispod 100, suvremene niskoenergetske kuće oko 40, a pasivne 15 kWh/m2 i manje. Energijom koja se danas potroši u prosječnoj kući u Hrvatskoj, možemo zagrijati 3 – 4 niskoenergetske kuće ili 8-10 pasivnih kuća.

### Toplinska izolacija vanjskog zida
Toplinsku izolaciju vanjskog zida, u pravilu, treba izvoditi dodavanjem novog toplinsko-izolacijskog sloja s vanjske strane zida, a iznimno s unutarnje strane zida. Izvedba toplinske izolacije s unutarnje strane zida nepovoljna je s građevinsko-fizikalnog stajališta, a često je i skuplja zbog potrebe dodatnog rješavanja problema difuzije vodene pare, strožih zahtjeva u pogledu sigurnosti protiv požara, gubitka korisnog prostora i dr. Postava toplinske izolacije s unutarnje strane zida je fizikalno lošija, jer iako postižemo poboljšanje izolacijske vrijednosti zida, značajno mijenjamo toplinski tok u zidu i osnovni nosivi zid postaje hladniji. Zbog toga posebnu pažnju treba posvetiti izvedbi parne brane kako bi se izbjeglo nastajanje kondenzata i pojava plijesni.
Također, toplinski treba izolirati i dio pregrada koje se spajaju s vanjskim zidom. Sanacija postojećeg vanjskog zida izvedbom izolacije s unutarnje strane izvodi se iznimno kod zgrada pod zaštitom, kada se žele izbjeći promjene na vanjskom pročelju zgrade zbog njezine povijesne vrijednosti.
Kod izvedbe toplinsko-izolacijskog sloja s vanjske strane zida moguća su dva rješenja završnog sloja koji štiti toplinsko-izolacijski sloj i ostatak zida od vanjskih atmosferskih utjecaja. Prvo rješenje karakterizira izvedba vanjskog zaštitnog sloja punoplošnim lijepljenjem na toplinsko-izolacijski sloj (tzv. kompaktna fasada). Kod drugog rješenja zaštitni je sloj u obliku pojedinačnih elemenata učvršćenih na odgovarajuću podkonstrukciju na način da između zaštitne obloge i sloja toplinske izolacije ostane sloj zraka koji se ventilira prema van (tzv. ventilirana fasada).
Industrija građevinskih materijala nudi mnogo varijanti cjelovitih sustava ovih dvaju načina toplinske izolacije zidova, pri čemu za oba rješenja debljina toplinskoizolacijskog sloja ne bi trebala biti manja od 10 do 12 cm, čime bi se vrijednost koeficijenta prolaska topline U zida smanjila na od oko 0,25 do 0,35 W/m2K. To se može postići i bez ugradnje toplinske zaštite odabirom kvalitetnijih materijala za građenje kao što su porozirana opeka i porobeton, a s tim da debljina zida ostaje ista (klasična opeka +izolacija.
Primjer 1: Ako usporedimo dvije kuće iste površine, jedna građena od šuplje opeke bez ikakve izolacije, a druga od brušene porozirane opeke 38 cm, razlika u troškovima (ušteda) za grijanje može biti i do 7 puta! U slučaju neizoliranog zida od šuplje opeke debljine 29 cm, U = 1,67 W/m2K, toplinski gubici iznose okvirno 134 kWh/m2 zida. U slučaju zida od Porotherm opeke 38 cm bez izolacije uz upotrebu toplinske žbuke 4 cm, U = 0,26 W/m2K, toplinski gubici iznose okvirno 25 kWh/m2 zida.
Primjer 2: Ako usporedimo dvije kuće iste površine, jedna građena od pune opeke bez ikakve izolacije, a druga od šuplje cigle 25 cm i s toplinskom izolacijom od 10 cm, razlika u troškovima za grijanje može biti i do 6 puta! U slučaju neizoliranog zida od šuplje opeke debljine 19 cm, U = 1,67 W/m2K, toplinski gubici iznose okvirno 134 kWh/m2 zida. U slučaju izolacije zida od opeke 25 cm s 10 cm kamene vune, U = 0,32 W/m2K, toplinski gubici iznose okvirno 26 kWh/m2 zida. Ono na što moramo posebno obratiti pozornost jest debljina nosivih zidova, koja ne smije biti manja od 24 cm prema "Tehničkom propisu za zidane konstrukcije" zbog trusno područja.
Postavljanjem toplinske izolacije s vanjske strane zida riješit ćete i probleme s kondenzacijom pare (od kuhanja, tuširanja, sušenja odjeće) koja se javlja zbog niske temperature zida, te nastanak gljivica i plijesni. Također će i toplinski ugođaj u prostoru biti bolji zbog povećane temperature zida. Toplinska izolacija štiti zgradu od štetnih vanjskih utjecaja i njihovih posljedica (vlaga, smrzavanje, pregrijavanje) čime joj produžujemo vijek trajanja.
Sam materijal od kojeg se izgrađuje vanjski zid može imati vrlo različita toplinska svojstva. Najbolji materijali sa strane termičke izolacije za vanjski zid su porozirana termoopeka i porobeton. Porotherm brušena opeka, u debljinama od 30 do 50 cm, ima višestruko bolja termoizolacijska svojstva od klasične opeke. Koeficijent prolaska topline iznosi za termo opeku Porotherm debljine 50 cm U = 0,14 W/m2K, debljine 38 cm U = 0,29 W/m2K, debljine 30 cm U = 0,39 W/m2K, a čak i termo opeka debljine 25 cm ima U = 0,54 W/m2K. Toplinska provodljivost tih opeka kreće se od λ=0,09 - 0,14 W/mK, dok se taj koeficijent za običnu klasičnu šuplju opeku kreće oko λ = 0,45 - 0,52 W/mK. Ytong termoblok debljine 40 cm ima koeficijent prolaska topline U = 0,30 W/m2K.

### Prozori, staklene stijene i vanjska vrata
Prozor je element vanjske ovojnice zgrade koji omogućava dnevnu rasvjetu prostora, pogled u okolicu, propuštanje Sunčeve svjetlosti u zgradu i prozračivanje prostora. Prozor je najdinamičniji dio vanjske ovojnice zgrade, koji istovremeno djeluje kao prijemnik koji propušta Sunčevu energiju u prostor, te kao zaštita od vanjskih utjecaja i toplinskih gubitaka. Prozori i vanjski zid igraju veliku ulogu u toplinskim gubicima zgrade jer zajedno čine i preko 70 % ukupnih toplinskih gubitaka kroz ovojnicu zgrade.
Gubici kroz prozore dijele se na kondukcijske gubitke, te na gubitke ventilacijom, tj. provjetravanjem. Ako zbrojimo transmisijske toplinske gubitke kroz prozore i gubitke provjetravanjem, ukupni toplinski gubici kroz prozore predstavljaju više od 50 % toplinskih gubitaka zgrade. Gubici kroz prozore obično su deset i više puta veći od onih kroz zidove, pa je jasno koliku važnost igra energetska efikasnost prozora u ukupnim energetskim potrebama zgrada. U skladu s novim Tehničkim propisom, koeficijent prolaska topline za prozore i balkonska vrata može iznositi maksimalno U = 1,80 W/m2K. Dok se na starim zgradama koeficijent U prozora kreće oko 3,00-3,50 W/m2K i više (gubici topline kroz takav prozor iznose prosječno 240-280 kWh/m2 godišnje), europska zakonska regulativa propisuje sve niže i niže vrijednosti i one se danas kreću u rasponu od 1,40-1,80 W/m2K. Na suvremenim niskoenergetskim i pasivnim kućama taj se koeficijent kreće između 0,80-1,40 W/m2K. Preporuka za gradnju suvremene energetski učinkovite zgrade je koristiti prozore s koeficijentom prolaska topline U < 1,40 W/m2K.
U ukupnim toplinskim gubicima prozora sudjeluju staklo i prozorski profili. Prozorski profili, neovisno o vrsti materijala od kojeg se izrađuju, mora osigurati: dobro brtvljenje, prekinuti toplinski most u profilu, jednostavno otvaranje i nizak koeficijent prolaska topline U. Stakla se danas izrađuju kao izolacijska stakla, dvoslojna ili troslojna, s različitim plinovitim punjenjem ili premazima koji poboljšavaju toplinske karakteristike.

### Toplinska izolacija krova ili stropa prema negrijanom prostoru
Iako je udio krova zastupljen sa svega oko 10-20 % u ukupnim toplinskim gubicima u kući, krov ima posebno važnu ulogu u kvaliteti i standardu stanovanja. On štiti kuću od kiše, snijega, hladnoće i vrućine. Najčešći oblik krova na obiteljskim i manjim stambenim zgradama je kosi krov. Vrlo često se prostor ispod kosog krova namjenjuje za stanovanje iako nije odgovarajuće toplinski izoliran. Kod takvih slučajeva pojavljuju se veliki toplinski gubici zimi, ali i još veći problem pregrijavanja ljeti. Ako krov nije toplinski izoliran, kroz njega može proći i 30 % topline.
Naknadna toplinska izolacija krova je jednostavna i ekonomski vrlo isplativa, jer je povratni period investicije od 1 do 5 godina. Za toplinsku izolaciju kosih krovova treba koristiti nezapaljive i paropropusne toplinsko izolacijske materijale, kao što je npr. kamena vuna. Detalj spoja toplinske izolacije vanjskog zida i krova treba riješiti bez toplinskih mostova. Ako prostor ispod kosog krova nije grijan, tj. nije namijenjen za stanovanje, toplinsku izolaciju treba postaviti na strop zadnje etaže prema negrijanom tavanu. Preporučljiva debljina toplinske izolacije na kosom krovu iznosi 16–20 cm. Izolaciju treba postaviti u dva sloja; jedan sloj između rogova, a jedan sloj ispod rogova kako bi se spriječili toplinski mostovi. Toplinsku izolaciju s donje strane najčešće zatvaramo gipsanim pločama ili drvetom.
Ravni krovovi su najviše izloženi atmosferskim utjecajima od svih vanjskih elemenata zgrade. Zato je važno kvalitetno ih izolirati i toplinskom i hidroizolacijom, te pravilno riješiti odvodnju oborinskih voda. Ravni krov može biti riješen kao prohodni, neprohodni ili tzv. zeleni krov. U skladu s time izvodi se završna obrada krova.

### Toplinska izolacija poda
Konstrukcije poda na tlu razlikuju se od podnih konstrukcija prema negrijanom prostoru po nosivoj betonskoj podlozi i hidroizolaciji. Toplinski gubici prema terenu iznose do 10 % ukupnih toplinskih gubitaka. Kod novogradnji se pod na terenu treba toplinski izolirati što većom debljinom toplinske izolacije, dok je kod postojećih zgrada takva mjera uglavnom ekonomski neisplativa, zbog većih građevinskih zahvata koji je prate. Međutim, ekonomski vrlo isplative mjere su toplinska izolacija stropne konstrukcije prema negrijanom tavanu, te podne konstrukcije prema negrijanom podrumu. Također, potrebno je toplinski zaštititi i podne konstrukcije iznad otvorenih prolaza. Kod postave toplinske izolacije važno je toplinski izolirati cijelu vanjsku ovojnicu bez prekida toplinske izolacije, kako bi se utjecaj toplinskih mostova smanjio na minimum.

### Toplinski mostovi
Toplinski mostovi su manja područja u ovojnici zgrade kroz koje je toplinski tok povećan radi promjene materijala, debljine ili geometrije građevnog dijela. Postavljanjem izolacije na ovojnici kuće (zidovi, krov, pod) izolirat ćete i većinu toplinskih mostova. Izolacijom toplinskih mostova izbjeći ćete i kondenzaciju na pojedinim dijelovima konstrukcije.
Toplinski most je pojam koji se koristi u graditeljstvu i strojarstvu. U graditeljstvu je to manje područje u omotaču grijanog dijela zgrade kroz koje je toplinski tok povećan radi promjene materijala, debljine ili geometrije građevnog dijela. Zbog smanjenog otpora toplinskoj propustljivosti u odnosu na tipični presjek konstrukcije, temperatura unutarnje površine pregrade na toplinskom mostu manja je nego na ostaloj površini, što povećava opasnost od kondenziranja vodene pare. Ovisno o uzroku povišene toplinske propustljivosti, razlikujemo dvije vrste toplinskih mostova: 
- konstruktivni toplinski mostovi – nastaju kod kombinacija različitih vrsta materijala;
- geometrijski toplinski mostovi – nastaju zbog promjene oblika konstrukcije, npr. uglovi zgrade.

Uz kvalitetnu toplinsku izolaciju vanjske ovojnice kuće, izbjegavanje jakih toplinskih mostova preduvjet je energetski efikasne gradnje. Postavom toplinske izolacije s vanjske strane možemo izbjeći većinu toplinskih gubitaka kod toplinskih mostova. Pozicija prozora u zidu također igra važnu ulogu u izbjegavanju toplinskih mostova. Ako je moguće prozor treba biti smješten u nivou toplinske izolacije. Ako to nije moguće potrebno je toplinski izolirati špalete oko prozora. Pojam je poznat i u tehnici hlađenja i klimatizaciji gdje osim cjevovoda treba izolirati i armaturu (ventili itd.), pričvrsnice i ovjesnice, tako da se po čitavoj dužini cjevovoda spriječi uspostava toplinskih mostova, odnosno prodor topline na lokalnom dijelu cjevovoda.
Izgraditi zgradu bez toplinskih mostova gotovo je nemoguće, ali uz pravilno projektirane detalje toplinske zaštite utjecaj toplinskih mostova možemo smanjiti na minimum. Detalje toplinskih mostova za Porotherm opeku u AutoCadu možete skinuti s web stranica proivođaća. Potencijalna mjesta toplinskih mostova su konzolne istake balkona, istake streha krovova, spojevi konstrukcija, spojevi zida i prozora, kutije za roletu, niše za radijatore, temelji i drugo. Zato na njih, pri rješavanju konstruktivnih detalja, treba obratiti posebnu pažnju. Po završetku izgradnje, kvalitetu gradnje i toplinske zaštite moguće je dodatno provjeriti termografskim snimanjem.

## Dinamička izolacija zgrada

### Ventilirana fasada
Ventilirana fasada je sustav gradnje vanjskog zida kuća, sastavljen od nosive metalne podkonstrukcije na koju se slažu fasadni paneli, sloja mineralne vune za toplinsku izolaciju i prostora za ventilaciju. Svi dijelovi imaju strogi raspored i ulogu unutar sustava. Ideja ventilirane fasade proistekla je iz takozvanog efekta dimnjaka. Efekt dimnjaka je pojava povezana s podizanjem toplog zraka koji je lakši od hladnog. Dimnjak radi na način da je dim unutar njega puno topliji od vanjskog zraka, pa se brzo uzdiže prema gore. Kaže se da dimnjak dobro „vuče“. Upotrijebljen na ventiliranoj fasadi taj efekt izražava činjenicu da je zrak unutar prostora za ventilaciju topliji od vanjskog i da nastoji pobjeći kroz izlaz na vrhu fasade. Ovaj pritisak zraka uzrokuje povećanu ventilaciju unutar same fasade. Ovakav tip fasade poznat je pod nekoliko naziva, kao što su vjetrena fasada, samoventilirana fasada, ili fasada sa zračnim slojem i oblogom, straga provjetravana fasada. Ventilirane fasade u širem smislu mogu biti dvostruke fasade s mehaničkom ventilacijom, ili su samoventilirane sa slobodnom cirkulacijom zraka provjetravanjem.

### Hladni krov
Hladni krov ili ventilirani krov je naziv za vrstu krovne konstrukcije koja koristeći najosnovnije zakone fizike omogućuje neprekinuto strujanje zraka u sloju između crijepa i krovne konstrukcije. Ovom stalnom izmjenom zraka odvodi se vodena para iz objekta i smanjuje temperatura zraka koja od zagrijavanja crijepa može poprimiti iznose i do 70 °C, čime se bitno povećava učinak toplinske izolacije i postižu mnogo ugodniji uvjeti života u potkrovlju.
Prosječna količina vodene pare koja se dnevno stvara u četveročlanom domaćinstvu iznosi preko 12 kg - sam boravak ljudi, kupanje, kuhanje, pranje i sušenje rublja, te biljke, veliki su izvori vlage koja u sve kvalitetnije izoliranim objektima teško pronalazi izlaz prema van. Sitne molekule vodene pare difuzijom će naći svoj put kroz zidove i strop te će, ako pritom naiđu na hladni i paronepropusni materijal, doći do kondenzacije i taloženja vode u izolaciji i drvenoj konstrukciji krovišta. Iz tog razloga krovovi, pogotovo oni s uređenim stambenim potkrovljem, moraju biti ventilirani.